# 河辺駅

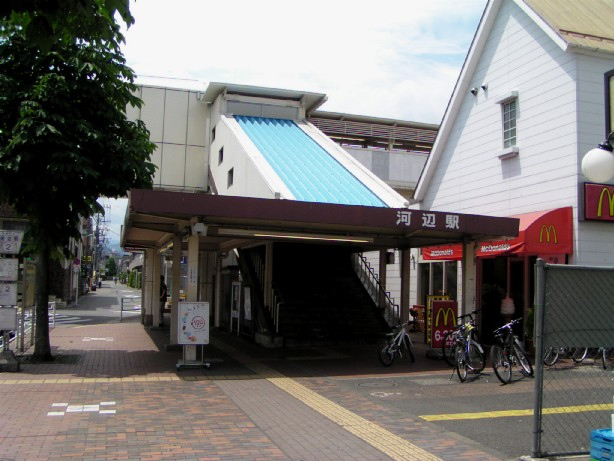
南口（2005年6月）

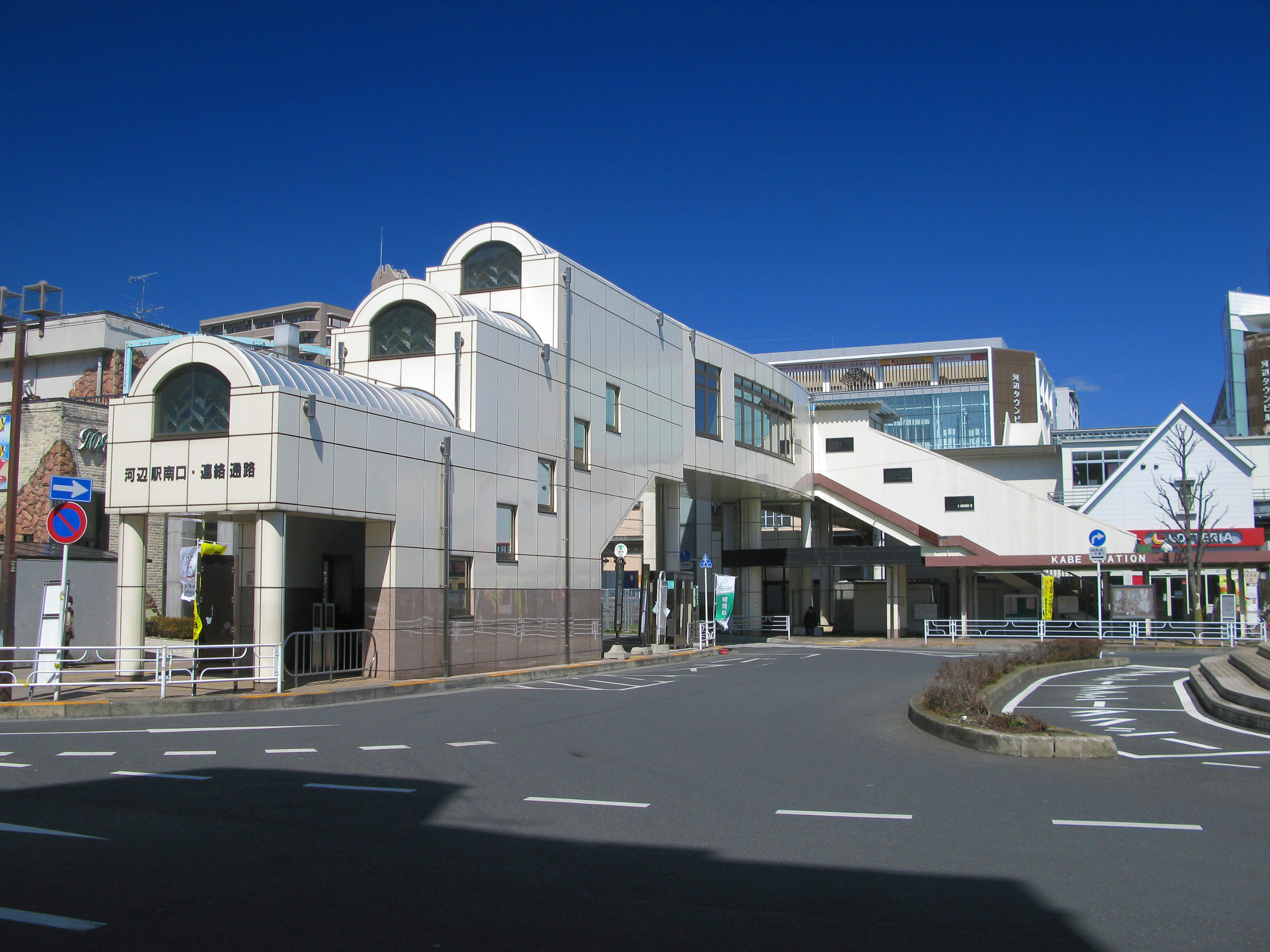
南口連絡通路（2012年3月）

河辺駅（かべえき）は、東京都青梅市河辺町五丁目にある、東日本旅客鉄道（JR東日本）青梅線の駅である。駅番号はJC 60。八王子支社管轄の駅。

## 歴史
- 1927年（昭和2年）2月20日：青梅鉄道（後の青梅電気鉄道）の駅として開業[2]。旅客および貨物の取り扱いを開始[2]。
- 1944年（昭和19年）4月1日：青梅電気鉄道が戦時買収私鉄に指定され国有化[2]。運輸通信省青梅線の駅となる。
- 1972年（昭和47年）12月1日：橋上駅舎完成[4]。
- 1980年（昭和55年）1月1日：貨物の取り扱いを廃止[2]。
- 1984年（昭和59年）2月1日：荷物扱い廃止[2]。
- 1987年（昭和62年）4月1日：国鉄分割民営化に伴い、東日本旅客鉄道（JR東日本）の駅となる[2]。
- 1995年（平成7年）12月20日：自動改札機を設置し、供用開始[5]。
- 2001年（平成13年）11月18日：ICカード「Suica」の利用が可能となる[広報 1]。
- 2017年（平成29年）2月14日：東京圏輸送管理システム（ATOS）を導入。
- 2021年（令和3年）
  - 1月6日：みどりの窓口の営業を終了[6][3]。
  - 2月1日：業務委託化[3]。
- 2023年（令和5年）3月18日：3番線の供用を開始[7][8]。

## 駅構造
JR東日本ステーションサービスが駅業務を受託している青梅駅管理の業務委託駅。単式ホーム・島式ホーム2面3線を有する地上駅で、橋上駅舎を持つ。
元々は島式ホーム1面2線の構造だったが、中央線・青梅線へのグリーン車導入に伴うホームの12両化に合わせ、留置線に3番線ホームを増設する工事が実施され、2023年3月18日のダイヤ改正より増設ホームの供用を開始した。供用開始に先立ち同年1月29日から既存ホームの番号が改番され、上り線が2番線から1番線、下り線が1番線から2番線に変更された、2024年10月13日より快速電車・青梅線における12両編成の運転が一部列車で開始された。
出口は北と南にあるが、北口がメインである。北口は三角屋根のファサードを有する堂々とした構えであるのに対し、南口は北口から跨線橋が伸びただけとなっている。南口の旧駅舎は橋上駅移行後は手荷物取扱所として使用されていたが、1990年代に店舗に改装され、マクドナルド、後にロッテリアが営業していた。ロッテリアの閉店後は空き店舗となっている。
バリアフリー施設として、エスカレーターとエレベーターが出入口 - 改札外コンコース間及び改札内コンコース - ホーム間を結んでいる。北口にあるペデストリアンデッキにもエレベーターが設置されている。
指定席券売機・自動改札機設置駅。

### のりば
| 番線 | 路線           | 方向 | 行先                       | 備考                                                  |
| ---- | -------------- | ---- | -------------------------- | ----------------------------------------------------- |
| 1    | 青梅線・中央線 | 上り | 拝島・立川・新宿・東京方面 | 立川駅から 中央線へ直通 （東京方面行の列車）          |
| 2    | 青梅線         | 下り | 青梅・御嶽・奥多摩方面     |                                                       |
| 3    | 青梅線・中央線 | 上り | 拝島・立川・新宿・東京方面 | 当駅始発 立川駅から 中央線へ直通 （東京方面行の列車） |

（出典：JR東日本:駅構内図）
- 平日は朝と夜間、土曜・休日は朝のみに当駅始発の立川方面行きの列車が設定されている。
- 2019年から2025年まで運転されていた特急「おうめ」の停車駅であった[13]。

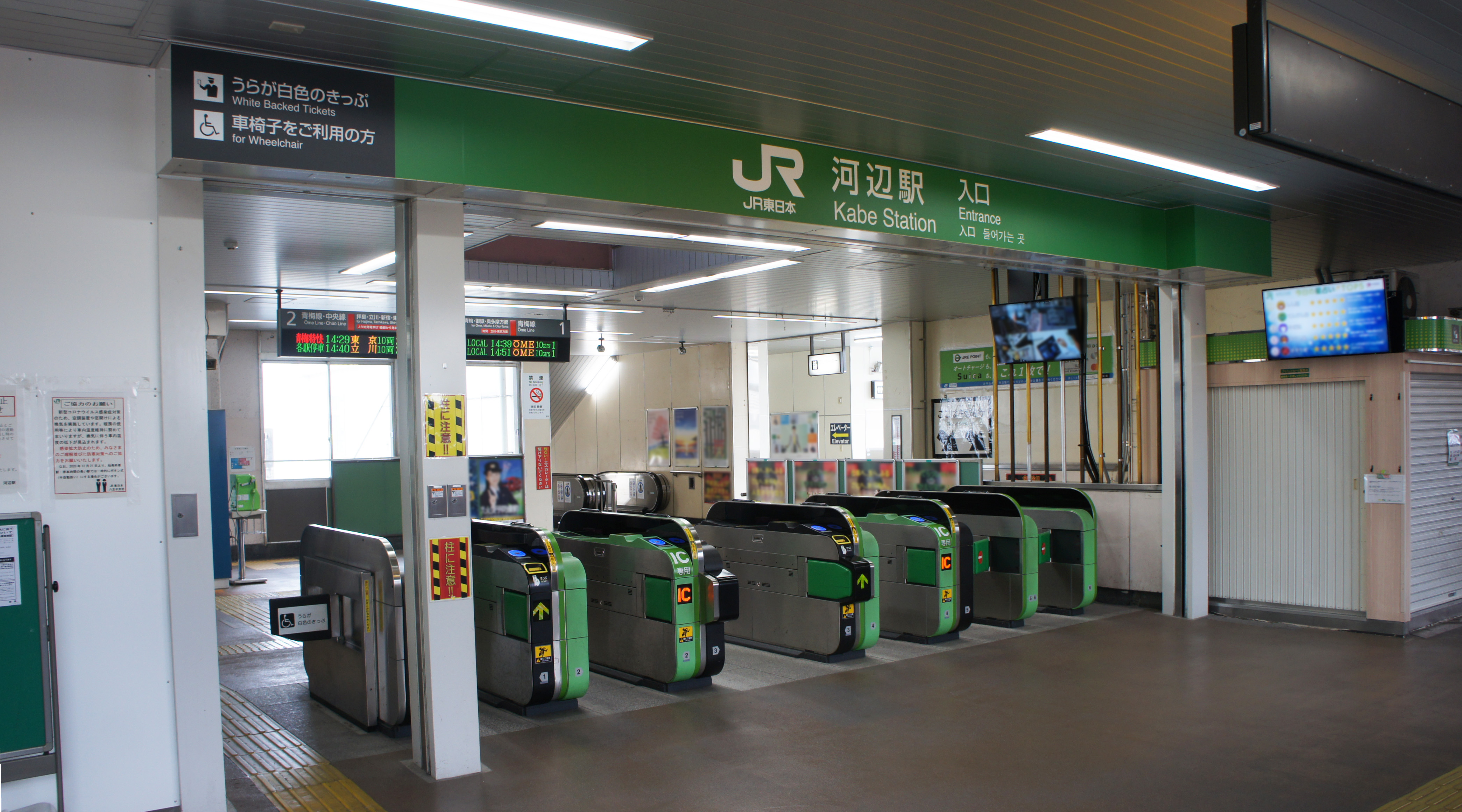
改札口（2021年4月）
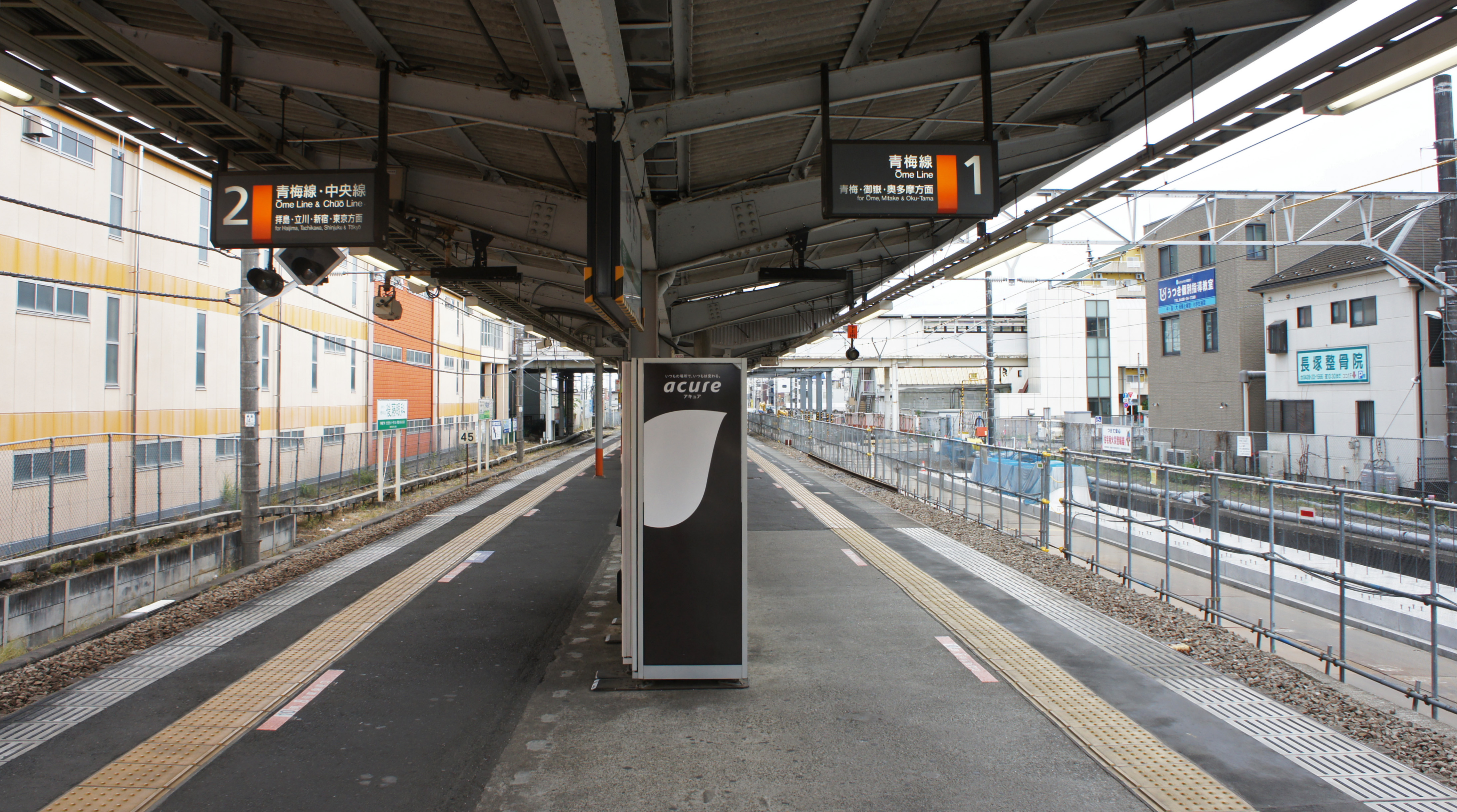
ホーム（2021年4月）

- 駅の北東側に小規模な保線基地がある。

| 運転番線 | 営業番線 | ホーム | 立川・東京方面着発 | 青梅・奥多摩方面着発 | 備考       |
| -------- | -------- | ------ | ------------------ | -------------------- | ---------- |
| 1        | 1        | 12両分 | 出発可             | 到着可               | 上り本線   |
| 2        | 2        | 12両分 | 到着・出発可       | 出発可               | 下り主本線 |
| 3        | 3        | 12両分 | 到着・出発可       | 到着・出発可         | 上り副本線 |

- 改札口（2021年4月）
- ホーム（2021年4月）

## 利用状況
2023年度（令和5年度）の1日平均乗車人員は12,079人である。
1990年度（平成2年度）以降の1日平均乗車人員の推移は下記の通りである。
| 年度               | 1日平均 乗車人員 | 出典     |
| ------------------ | ---------------- | -------- |
| 1990年（平成02年） | 12,323           | [ * 1 ]  |
| 1991年（平成03年） | 13,000           | [ * 2 ]  |
| 1992年（平成04年） | 13,685           | [ * 3 ]  |
| 1993年（平成05年） | 13,838           | [ * 4 ]  |
| 1994年（平成06年） | 13,836           | [ * 5 ]  |
| 1995年（平成07年） | 13,768           | [ * 6 ]  |
| 1996年（平成08年） | 14,296           | [ * 7 ]  |
| 1997年（平成09年） | 14,127           | [ * 8 ]  |
| 1998年（平成10年） | 13,989           | [ * 9 ]  |
| 1999年（平成11年） | 13,934           | [ * 10 ] |
| 2000年（平成12年） | 13,751           | [ * 11 ] |
| 2001年（平成13年） | 13,511           | [ * 12 ] |
| 2002年（平成14年） | 13,407           | [ * 13 ] |
| 2003年（平成15年） | 13,442           | [ * 14 ] |
| 2004年（平成16年） | 13,276           | [ * 15 ] |
| 2005年（平成17年） | 13,040           | [ * 16 ] |
| 2006年（平成18年） | 13,089           | [ * 17 ] |
| 2007年（平成19年） | 13,471           | [ * 18 ] |
| 2008年（平成20年） | 13,538           | [ * 19 ] |
| 2009年（平成21年） | 13,460           | [ * 20 ] |
| 2010年（平成22年） | 13,211           | [ * 21 ] |
| 2011年（平成23年） | 13,120           | [ * 22 ] |
| 2012年（平成24年） | 13,287           | [ * 23 ] |
| 2013年（平成25年） | 13,605           | [ * 24 ] |
| 2014年（平成26年） | 13,452           | [ * 25 ] |
| 2015年（平成27年） | 13,526           | [ * 26 ] |
| 2016年（平成28年） | 13,577           | [ * 27 ] |
| 2017年（平成29年） | 13,614           | [ * 28 ] |
| 2018年（平成30年） | 13,635           | [ * 29 ] |
| 2019年（令和元年） | 13,417           | [ * 30 ] |
| 2020年（令和02年） | 10,302           |          |
| 2021年（令和03年） | 10,797           |          |
| 2022年（令和04年） | 11,588           |          |
| 2023年（令和05年） | 12,079           |          |

## 駅周辺
駅北側には青梅街道が、南側には奥多摩街道が走っている。

### 再開発事業

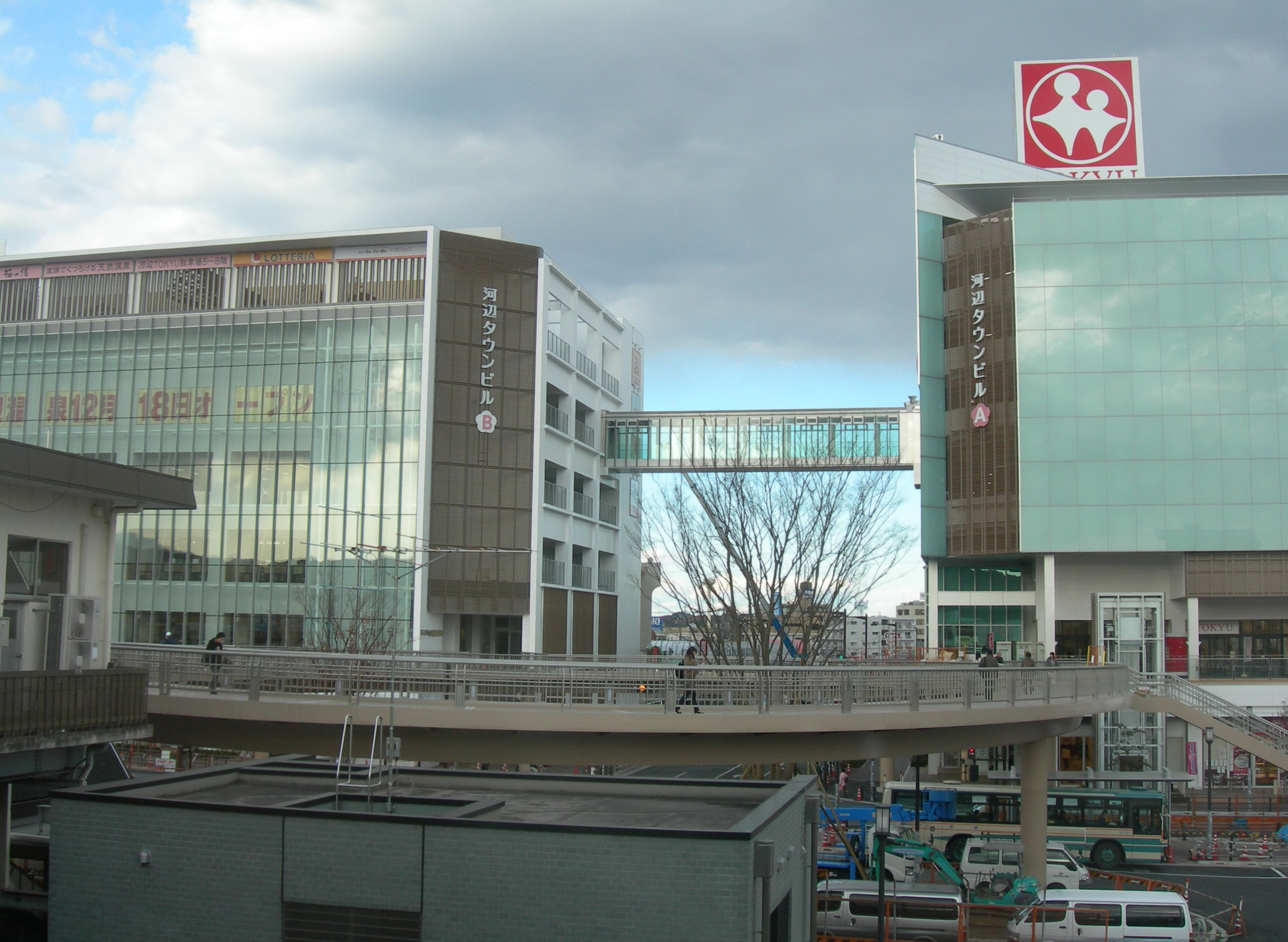
河辺タウンビル

北口では、正面にあった住宅展示場と駐車場跡地に、東京都新都市建設公社による河辺タウンビルの建設及び青梅市によるペデストリアンデッキの建設、駅前整備が並行して行われた。河辺タウンビルのA棟には核テナントとしてイオンスタイルが入店、同じくB棟にはドコモショップ、ロッテリアと河辺温泉「梅の湯」がオープンし、2008年3月1日には青梅市中央図書館も開館した。さらに青梅河辺温泉デイサービスセンター湯梅の郷（ゆめのさと）が2011年9月1日に開設し、東京都で初の天然温泉デイサービスセンターとして注目されている。

### 公共施設
- 青梅警察署（北口）
- 青梅消防署（北口）
- 青梅税務署（南口）
- 東京都青梅合同庁舎（南口）
- 青梅市中央図書館（北口、河辺タウンビル内）
- 青梅市総合体育館（南口）
- 青梅市立総合病院（南口）

### 観光地
- 塩船観音寺（北口）

### 教育機関
- 青梅市立霞台中学校
- 青梅市立若草小学校
- 青梅市立河辺小学校

### 商業施設
- 西友 河辺店（北口）
- イオンスタイル河辺（北口）
- オザム 河辺店（北口）

### 金融機関
- 西武信用金庫 河辺支店
- 青梅信用金庫 河辺支店
- りそな銀行 河辺支店
- 東京厚生信用組合 青梅支店

## バス路線
| のりば     | 運行事業者 | 系統・行先                                                                                                   | 備考                                         |
| 河辺駅北口 | 河辺駅北口 | 河辺駅北口                                                                                                   | 河辺駅北口                                   |
| ---------- | ---------- | --- | -------------------------------------------- |
| 1          | 都営バス   | - 梅74乙：成木市民センター前（循環） - 梅77甲：青梅車庫・裏宿町・青梅駅前 - 梅77甲折返：塩船観音入口（循環） |                                              |
| 2          | 西東京バス | - 空港連絡：羽田空港 - 河10：青梅看護専門学校 - 河11：小作駅東口・西東京バス青梅支所                         | 「河10」は平日のみ運行                       |
| 3          | 西武バス   | - 入市32-1：入間市駅 - 入市32-3：原今井                                                                      |                                              |
| 河辺駅南口 |            | |                                              |
| 1          | 西東京バス | 青21：青梅駅                                                                                                 |                                              |
| 2          | 西東京バス | 小06：小作駅西口                                                                                             |                                              |
| 3          | 都営バス   | 梅77丁：青梅駅前                                                                                             |                                              |
| 河辺駅入口 |            | |                                              |
| －         | 都営バス   | 梅70：花小金井駅北口・小平駅前・東大和市駅前 / 青梅車庫                                                      | 「河辺駅北口」停留所へ乗り入れる各路線も発着 |

## 隣の駅
東日本旅客鉄道（JR東日本）
 青梅線
■特別快速「ホリデー快速おくたま」
通過（青梅マラソン大会、塩船観音寺「つつじまつり」期間中は臨時停車）
■通勤特快（平日上りのみ）・■青梅特快・■通勤快速（平日下りのみ）・■快速・■各駅停車（以上はいずれも青梅線内は各駅に停車）
小作駅 (JC 59) - 河辺駅 (JC 60) - 東青梅駅 (JC 61)

### 記事本文

##### 広報資料・プレスリリースなど一次資料
1. ↑  “Suicaご利用可能エリアマップ（2001年11月18日当初）” (PDF).   東日本旅客鉄道. 2019年7月27日時点のオリジナルよりアーカイブ。2020年4月27日閲覧。

### 利用状況
1. ↑  東京都統計年鑑 - 東京都
2. ↑  青梅市の統計 - 青梅市

JR東日本の2000年度以降の乗車人員
1. ↑  各駅の乗車人員（2000年度） - JR東日本
2. ↑  各駅の乗車人員（2001年度） - JR東日本
3. ↑  各駅の乗車人員（2002年度） - JR東日本
4. ↑  各駅の乗車人員（2003年度） - JR東日本
5. ↑  各駅の乗車人員（2004年度） - JR東日本
6. ↑  各駅の乗車人員（2005年度） - JR東日本
7. ↑  各駅の乗車人員（2006年度） - JR東日本
8. ↑  各駅の乗車人員（2007年度） - JR東日本
9. ↑  各駅の乗車人員（2008年度） - JR東日本
10. ↑  各駅の乗車人員（2009年度） - JR東日本
11. ↑  各駅の乗車人員（2010年度） - JR東日本
12. ↑  各駅の乗車人員（2011年度） - JR東日本
13. ↑  各駅の乗車人員（2012年度） - JR東日本
14. ↑  各駅の乗車人員（2013年度） - JR東日本
15. ↑  各駅の乗車人員（2014年度） - JR東日本
16. ↑  各駅の乗車人員（2015年度） - JR東日本
17. ↑  各駅の乗車人員（2016年度） - JR東日本
18. ↑  各駅の乗車人員（2017年度） - JR東日本
19. ↑  各駅の乗車人員（2018年度） - JR東日本
20. ↑  各駅の乗車人員（2019年度） - JR東日本
21. ↑  各駅の乗車人員（2020年度） - JR東日本
22. ↑  各駅の乗車人員（2021年度） - JR東日本
23. ↑  各駅の乗車人員（2022年度） - JR東日本
24. ↑  各駅の乗車人員（2023年度） - JR東日本

東京都統計年鑑
1. ↑  東京都統計年鑑（平成2年）
2. ↑  東京都統計年鑑（平成3年）
3. ↑  東京都統計年鑑（平成4年）
4. ↑  東京都統計年鑑（平成5年）
5. ↑  東京都統計年鑑（平成6年）
6. ↑  東京都統計年鑑（平成7年）
7. ↑  東京都統計年鑑（平成8年）
8. ↑  東京都統計年鑑（平成9年）
9. ↑  東京都統計年鑑（平成10年） (PDF)
10. ↑  東京都統計年鑑（平成11年） (PDF)
11. ↑  東京都統計年鑑（平成12年）
12. ↑  東京都統計年鑑（平成13年）
13. ↑  東京都統計年鑑（平成14年）
14. ↑  東京都統計年鑑（平成15年）
15. ↑  東京都統計年鑑（平成16年）
16. ↑  東京都統計年鑑（平成17年）
17. ↑  東京都統計年鑑（平成18年）
18. ↑  東京都統計年鑑（平成19年）
19. ↑  東京都統計年鑑（平成20年）
20. ↑  東京都統計年鑑（平成21年）
21. ↑  東京都統計年鑑（平成22年）
22. ↑  東京都統計年鑑（平成23年）
23. ↑  東京都統計年鑑（平成24年）
24. ↑  東京都統計年鑑（平成25年）
25. ↑  東京都統計年鑑（平成26年）
26. ↑  東京都統計年鑑（平成27年）
27. ↑  東京都統計年鑑（平成28年）
28. ↑  東京都統計年鑑（平成29年）
29. ↑  東京都統計年鑑（平成30年）
30. ↑  東京都統計年鑑（平成31年・令和元年）